# Damaskinos Papandreou

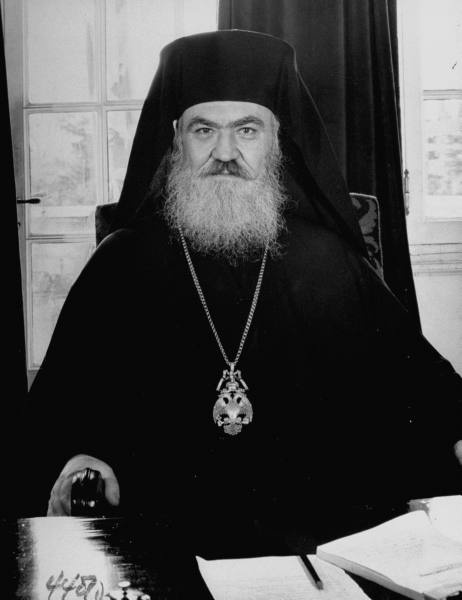
Damaskinos Papandreou, 1945.

Damaskinos Papandreou, född den 3 mars 1891 i Dorvitsa i Grekland, död den 20 maj 1949 i Aten, var en grekisk kyrkoman och ärkebiskop av Aten och Grekland från 1941 till sin död.

## Biografi
Damaskinos Papandreou föddes som Dimitros Papandreou och tog värvning i den grekiska armén under Balkankrigen. Han prästvigdes i den grekisk-ortodoxa kyrkan 1917 och år 1922 blev han biskop i Korinth.
Det tidiga 1930-talet tillbringade han som ambassadör för ekumeniska patriarken i USA, där han arbetade för att hjälpa till att organisera det grekisk-ortodoxa ärkestiftet i Amerika.
År 1938 valdes han till ärkebiskop av Aten med namnet Damaskinos. Den grekiske diktatorn vid den tiden, Ioannis Metaxas, motsatte sig dock detta och tvingade fram en annullering av valet till förmån för Metropoliten (Ärkebiskopen) Chrisanthos på posten. Efter den tyska invasionen av Grekland 1941 återinsattes han av den nya grekiska regeringen.
Damaskinos motarbetade de tyska myndigheterna och quislingregeringen och uppmanade sina präster att hjälpa grekiska judar att gömma sig. Polischefen i Aten Angelos Evert skrev ut falska legitimationer där han förvandlade grekiska judars judiska namn till kristet klingande namn samt deras religion till kristna. Man estimerar att flera tusen av Atens judar räddades på grund av detta från förintelsen.
Ärkebiskopen Damaskinos var ledare för de humanitära hjälpaktionerna under ockupationen 1941–1944 och utsågs till landets regent 1944. Hans uppgift var att avvärja inbördeskriget mellan den kommunistiska motståndsrörelsen ELAS (Ellinikós Laïkós Apeleftherotikós Stratós) och den monarkistiska EDES (Ethnikos Dimokratikos Ellinikos Syndesmos). Han avgick från ämbetet sedan kung Georg II återvänt efter en folkomröstning 1946.